# Marty Brem
Marty Brem (født 1959) er en østrigsk sanger, som repræsenterede landet ved Eurovision Song Contest i 1980 som medlem af Blue Danube med sangen "Du bist Musik", og i 1981 som solist med sangen "Wenn du da bist".